# John Glen Wardrop
John Glen Wardrop (1922-1989), nacido en Warwick, Inglaterra, fue un matemático inglés y analista del transporte, quien desarrolló lo que se conoce como el primer y segundo principios de equilibrio de Wardrop en el campo de la asignación del tráfico. 
Estudió en el Downing College, de Cambridge, y trabajó en Investigación operativa en el British Bomber Command durante la Segunda Guerra Mundial. Luego ayudó a establecer, y más tarde dirigió, la División de Tráfico y Seguridad de la Unidad Británica de Investigación Vial en Slough, donde publicó su trabajo sobre el equilibrio. Posteriormente trabajó en University College, de Londres. 

## Equilibrio de Wardrop
En los estudios sobre la asignación de tráfico, los modelos de equilibrio de red se usan comúnmente para predecir los patrones de tráfico en redes de transporte que están sujetas a congestión. La idea del equilibrio del tráfico se originó ya en 1924, con Frank Knight.
Los conceptos están relacionados con la idea del equilibrio de Nash en la teoría de juegos desarrollada por separado. Sin embargo, en las redes de transporte, hay muchos jugadores, por lo que el análisis es complejo.
En 1952, Wardrop estableció dos principios que formalizan diferentes nociones de equilibrio e introdujeron el postulado de comportamiento alternativo de la minimización de los costos totales de viaje:
- Equilibrio del usuario. El primer principio de elección de ruta de Wardrop, ahora conocido como "equilibrio del usuario", "equilibrio de Wardrop egoísta" o simplemente "equilibrio de Wardrop", y que es idéntico a la noción postulada por Knight, se aceptó como un principio conductual sólido y simple para describir la propagación de viajes en rutas alternativas debido a condiciones congestionadas. Establece que los tiempos de viaje en todas las rutas realmente utilizadas son iguales y menores que los que experimentaría un solo vehículo en cualquier ruta no utilizada. Los flujos de tráfico que satisfacen este principio suelen denominarse flujos de "equilibrio del usuario" (UE), ya que cada usuario elige una ruta que es la mejor para él. Específicamente, se alcanza un equilibrio optimizado para el usuario cuando ningún usuario puede reducir su costo de transporte a través de una acción unilateral. Una variante es el equilibrio de usuario estocástico (SUE), en el que ningún conductor puede cambiar unilateralmente las rutas para mejorar sus tiempos de viaje percibidos, en lugar de los reales.
- Sistema óptimo. El segundo principio de Wardrop, ahora conocido como "sistema óptimo" o "equilibrio social de Wardrop" indica que en el equilibrio, el tiempo promedio de viaje es mínimo. Eso implica que todos los usuarios se comportan de forma cooperativa al elegir sus rutas para garantizar el uso más eficiente de todo el sistema. Por ejemplo, este sería el caso si una autoridad central omnipotente pudiera ordenarles a todos qué rutas tomar. Los flujos de tráfico que satisfacen el segundo principio de Wardrop generalmente se consideran óptimos del sistema (SO). Los economistas y los modeladores han argumentado que se puede lograr con la fijación de precios de los costos marginales, o por una autoridad de enrutamiento central que dicta las opciones de ruta.

La caída potencial de los equilibrios sociales a los egoístas es un ejemplo del precio de la anarquía.
Wardrop no proporcionó algoritmos para resolver los equilibrios de Wardop, simplemente los definió como desiderata. El primer modelo matemático de equilibrio de red fue formulado por Beckmann, McGuire y Winsten en 1956. Al igual que los equilibrios de Nash, se pueden encontrar soluciones simples al equilibrio egoísta mediante simulación iterativa, donde cada agente asigna su ruta dadas las elecciones de los demás. Esto es muy lento computacionalmente. El algoritmo de Frank-Wolfe mejora al explotar las propiedades de programación dinámica de la estructura de red, para encontrar soluciones con una forma más rápida de iteración. La creación de algoritmos nuevos y más rápidos para los equilibrios egoístas y sociales de Wardrop sigue siendo un tema de investigación activo en los años 2010.